# Helmut von der Lippe
Helmut von der Lippe (* 27. Februar 1935 in Lübeck; † 11. Juli 2010 ebenda) war ein deutscher Journalist und Autor.

## Leben
Helmut von der Lippe absolvierte eine Ausbildung zum Opernsänger, wechselte jedoch in den Journalismus und arbeitete bis zur Einstellung der Zeitung beim Lübecker Morgen. Von 1969 bis 2000 war er als Redakteur bei den Lübecker Nachrichten tätig. Von 1975 bis 1981 leitete er die Lokalredaktion in Lübeck; anschließend übernahm er das Ressort Reportage.
Sein Schwerpunkt als Autor waren historische Themen. Neben Sachbüchern veröffentlichte er belletristische Werke. Lesern in Lübeck wurde er insbesondere durch seine Glossen über „Filippa“ bekannt, in denen er heitere Erlebnisse mit seiner Frau Britta beschrieb. Seine journalistische Arbeit für die Lübecker Nachrichten setzte von der Lippe auch im Ruhestand mit Beiträgen über lokalgeschichtliche Themen fort, unter anderem in der Kolumne Lübeck für Kenner. Er leitete außerdem die Redaktion der Lübeckischen Blätter.

## Werke (Auswahl)
- Wägen und Wagen – von der Tradition der Lübecker Kaufmanns-Compagnien. LN-Verlag, Lübeck 1984, ISBN 3-87498-339-0
- „Diese Nacht vergesse ich nie“ – Lübeck Palmarum 1942; eine Stadt im Bombenhagel. (Fotos und Reproduktionen Alice Kranz-Pätow) Lübecker Nachrichten, Lübeck 1992
- Ich will leben – 1945: der Kampf ums Dasein, Lübecker Nachrichten, Lübeck 1995
- Auf neuen Wegen durch das alte Lübeck (Fotos Alice Kranz-Pätow), Schmidt-Römhild, Lübeck 1996, ISBN 3-7950-1215-5
- Das war Stadtgespräch, Lübeck: 1900–1930, Schmidt-Römhild, Lübeck 1997, ISBN 3-7950-1220-1
- Lübeck und die Lübecker Bucht – der Blick von oben (Fotos Matthias Friedel), Convent-Verlag, Hamburg 2000, ISBN 3-934613-11-X
- Echt wahr! Es stand in den Lübecker Nachrichten – heitere Geschichten um Filippa Herkules-Verlag, Kassel 2004, ISBN 3-937924-01-9

- (posthum) Britta von der Lippe, Wolfgang Tschechne (Hrsg.): Aus Liebe zu Lübeck: Helmut von der Lippe. Lübeck: Weiland 2011 ISBN 978-3-87890-171-6